# جان کولت
جان کولت (انگلیسی: John Colet؛ ژانویه ۱۴۶۷ – ۱۶ سپتامبر ۱۵۱۹) کشیش کاتولیک انگلیسی بود. او انسان‌گرای دوره رنسانس، الهی‌دان، عضو گروه پرستش مرسرز و رئیس کلیسای جامع سنت پل لندن بود. کولت می‌خواست که مردم کتاب مقدس را به عنوان راهنمای خود در طول زندگی ببینند. علاوه بر این، او می‌خواست الهیات را احیا و مسیحیت را بازسازی کند. کولت یکی از رهبران اولیهٔ اومانیسم مسیحی است و از جمله کسانی است که اومانیسم و اصلاحات را به هم مرتبط می‌کند. جان کولت دوست دسیدریوس اراسموس، که یکی از شخصیت‌های کلیدی انسان‌گرایی مسیحی بود.